# The Pioneers
The Pioneers er en amerikansk stumfilm fra 1903.